# Dolní Vilímeč
Dolní Vilímeč é uma comuna checa localizada na região de Vysočina, distrito de Jihlava.